# Gerd Opgenorth
Gerd Opgenorth (ur. 20 października 1953) – niemiecki szpadzista reprezentujący RFN, srebrny medalista mistrzostw świata.
Podczas mistrzostw świata w Grenoble w 1974 roku reprezentacja RFN w składzie: Elmar Beierstettel, Hans-Jürgen Hehn, Joachim Peter, Alexander Pusch i Gerd Opgenorth zdobyła srebrny medal w zawodach drużynowych szpadzistów. Był to jedyny medal Opgenortha wywalczony w zawodach tego cyklu.
Nigdy nie wziął udziału w igrzyskach olimpijskich.